# Māndī Maḩalleh
Māndī Maḩalleh (persiska: ماندی محله) är en ort i Iran.   Den ligger i provinsen Mazandaran, i den norra delen av landet, 170 km nordost om huvudstaden Teheran. Antalet invånare är 451.
Terrängen runt Māndī Maḩalleh är mycket platt, och sluttar norrut. Runt Māndī Maḩalleh är det ganska tätbefolkat, med 111 invånare per kvadratkilometer. Närmaste större samhälle är Sari, 15,0 km sydost om Māndī Maḩalleh. Trakten runt Māndī Maḩalleh består till största delen av jordbruksmark.